# Prix EWK
Le prix EWK (suédois : EWK-priset) est un prix artistique suédois remis depuis 2000 par la Société Ewert Karlsson (Ewert Karlsson-Sällskapets) et distribué en collaboration avec le quotidien Dagens Arbete (sv). Doté de 10 000 couronnes suédoises (environ 1 120 € en janvier 2017), il récompense un artiste qui travaille dans l'esprit du dessinateur de presse Ewert Karlsson (en).

## Lauréats
- 2000: Riber Hansson
- 2001: Finn Graff ( Norvège)
- 2002: Mayk (Janusz Majewski,  Pologne)
- 2003: Leif Zetterling
- 2005: Siri Dokken ( Norvège)
- 2008: Ulf Frödin
- 2010: Sara Granér
- 2011: Robert Nyberg
- 2012: Magnus Bard
- 2013: Liv Strömquist
- 2014: Lehån (Lars-Erik Håkansson)
- 2015: Saad Hajo (سعد حاجو,  Suède/ Syrie)
- 2016: Zapiro (Jonathan Shapiro,  Afrique du Sud)